# Думбрава (Біхор)
Думбрава (рум. Dumbrava) — село у повіті Біхор в Румунії. Входить до складу комуни Холод.
Село розташоване на відстані 407 км на північний захід від Бухареста, 33 км на південь від Ораді, 116 км на захід від Клуж-Напоки, 130 км на північний схід від Тімішоари.

## Населення
За даними перепису населення 2002 року у селі проживали 622 особи. Рідною мовою 618 осіб (99,4%) назвали румунську.
Національний склад населення села:
| Національність | Кількість осіб | Відсоток |
| -------------- | -------------- | -------- |
| румуни         | 311            | 50,0%    |
| цигани         | 310            | 49,8%    |